# ثيبي (قمر)
ثيبي /ˈθiːbiː/، المعروف أيضا باسم كوكب المُشتري الرابع عشر، هو القمر الرابع من أقمار كوكب المشتري من حيث البعد عن الكوكب، اكتشفه ستيفن بي ساينوت من خلال الصور التي التقطها مسبار الفضاء فوياجر 1 في 5 مارس 1979، أثناء تحليقه فوق كوكب المشتري، وسُمّيَ رسميًّا على اسم الحورية الأسطورية ثيبي.
يُعد ثيبي ثاني أكبر الأقمار التابعة الداخلية لكوكب المشتري، وهو يدور داخل الحافة الخارجية لحلقة ثيبي الرقيقة التي تتكون من الغبار المنبعث من سطحه. للقمر ثيبي شكل غير منتظم ولونه مائلٌ إلى الحمرة، وعلى غرار القمر أمالثيا، يُعتقد أنَّ ثيبي يتكون من جليد مائي مسامي بالإضافة إلى مواد أُخرى بكميات غير معروفة، وتنتشر على سطحه فوهات كبيرة وجبال عالية، بعضها يمكن مقارنتها بحجم القمر نفسه.
حصل العلماء على صور للقمر ثيبي في عام 1979 عن طريق مركبتي الفضاء فوياجر 1 و‌فوياجر 2، وبعد ذلك، التقطت مركبة غاليلو المدارية صورًا ذات دقة أعلى في تسعينيات القرن الماضي.